# Deltiologi
Denne side handler om det at samle på postkort. For en artikel om postkort, se postkort.
Deltiologi (fra det oldgræske δελτίον, deltion, diminutiv af δέλτος, deltos, "skriveflade, brev"; og -λογία, -logia) er studiet og samlingen af postkort. Sammenlignet med filateli, kan identifikationen af postkortets steder og produktionstidspunkt være en næsten umulig opgave, da postkort, i modsætning til frimærker, produceres på en decentraliseret og ukrontrolleret facon. Netop derfor vælger nogle deltiologer at begrænse deres samlinger til postkort udført af en bestemt kunstner eller udgiver, eller efter periode og lokalitet.
| Kultur | Spire Denne artikel om kultur er en spire som bør udbygges. Du er velkommen til at hjælpe Wikipedia ved at udvide den. |